# Aloysio de Carvalho
Aluísio Lopes de Carvalho Filho, ou Aloysio Lopes de Carvalho Filho, mais conhecido como Aloysio de Carvalho (Salvador, 3 de março de 1901 — 28 de fevereiro de 1970), foi um jurista, professor, promotor público, escritor e político brasileiro que exerceu os mandatos de deputado federal e senador pelo Estado da Bahia.

## Primeiros anos
Filho de Aloysio de Carvalho (Lulu Parola) e de Elisa Kock de Carvalho. Seu pai foi jornalista e poeta, com o pseudônimo Lulu Parola. 
Formou-se pela Faculdade de Direito da Bahia em 1921, especializando-se em Direito Penal. Ainda em 1921, tornou-se redator do Diário da Bahia. 
Foi adjunto de promotor público e, mais tarde, promotor público interino de Salvador, em 1923 e 1924. Posteriormente, foi diretor da Repartição do Arquivo, Biblioteca e Imprensa Pública do Estado do Amazonas. Em 1926, foi aprovado em concurso público para livre docência em Direito Penal na Faculdade de Direito da Bahia. 
Em 1928, foi nomeado oficial de gabinete do governador baiano Vital Soares. Em 1929, foi aprovado em concurso para a cátedra de Direito Penal da Faculdade de Direito da Bahia. Com a vitória do movimento revolucionário liderado por Getúlio Vargas em 1930, Vital Soares, que havia sido eleito vice-presidente da República na chapa de Júlio Prestes, foi deposto, levando Aloysio de Carvalho a deixar o cargo de oficial de gabinete.  

## Carreira política
Iniciou sua atividade política em janeiro de 1932, participando do movimento de oposição ao governo provisório, ao lado das oligarquias insatisfeitas. Pleiteavam a nomeação de um interventor baiano e civil, obtendo a adesão de grande número de intelectuais, junto com o Partido Republicano Baiano (PRB) e integrantes do Partido Republicano Democrata (PRD), que anteriormente haviam apoiado o movimento. Mais tarde, prestaram solidariedade aos derrotados na Revolução Constitucionalista de 1932 em São Paulo. 
Em dezembro de 1932, participou da fundação da Liga de Ação Social e Política (LASP) da Bahia, também chamada de Liga dos Amigos de São Paulo, em referência ao movimento de 1932. No ano seguinte, assumiu a presidência da LASP. No pleito de 1933, foi eleito deputado para a Assembleia Nacional Constituinte, sendo o único representante da LASP eleito para a Câmara dos Deputados. 
Como constituinte, defendeu ideias liberais, como o voto feminino, o divórcio e o ensino leigo. Em outubro de 1934, reelegeu-se deputado federal, na mesma legenda do governador Otávio Mangabeira, que unificou a oposição ao interventor Juraci Magalhães e seu partido, o Partido Social Democrático da Bahia (PSD). Permaneceu na Câmara dos Deputados até o advento do Estado Novo, quando os mandatos foram suprimidos. 
Durante o regime de exceção, ingressou no Ministério Público como subprocurador-geral do Estado junto ao Tribunal de Contas, em 1937, permanecendo no cargo até 1942, quando o tribunal foi extinto, deixando-o em disponibilidade. De 1939 a 1946, foi diretor da Faculdade de Direito da Bahia. 

### Retomada da vida política
Em dezembro de 1945, com o fim do Estado Novo, elegeu-se senador pela Bahia, na legenda da União Democrática Nacional (UDN). Em 1947, votou contra a extinção dos mandatos dos congressistas comunistas, mas o projeto foi aprovado em ambas as casas e sancionado em 1948.
Em 1954, apoiou junto com seu partido, a UDN, a apresentação de moção de impedimento a Vargas, defendendo sua renúncia, na crise que culminou no suicídio do presidente.
Encerrou seu mandato em janeiro de 1955 e só retornou à política nas eleições de 1958, quando foi eleito suplente do senador Otávio Mangabeira. Com o falecimento deste, em 1960, assumiu sua cadeira no Senado. 
Adepto do parlamentarismo, foi participante ativo na crise que levou à renúncia de Jânio Quadros e na aprovação de emenda costitucional que instituiu o parlamentarismo no país. Com o Ato Institucional Número Dois, extinguindo os partidos, filiou-se à ARENA, apoiando o regime militar. Por essa legenda, reelegeu-se senador em novembro de 1966. 
Foi membro e presidente da Academia de Letras da Bahia e membro correspondente das academias de letras do Amazonas, São Paulo e Rio de Janeiro. Pertenceu, também,  à Associação Baiana de Imprensa.

## Obras publicadas
- Comentário ao Código Penal brasileiro. vol. 4, 4ª edição. Rio de Janeiro: Forense, 1972.
- Coletânea de poetas baianos. Rio de Janeiro, 1951.
- Machado de Assis e o problema penal, 1959.
- Centenário de Aloysio de Carvalho (Lulu Parola), 1966.
- Coelho Neto e a Bahia, 1968.
- Um depoimento para a história, 1968.[3]